# Wildensee (sjö i Österrike, Steiermark)
Wildensee är en sjö i Österrike.   Den ligger i förbundslandet Steiermark, i den centrala delen av landet, 200 km väster om huvudstaden Wien. Wildensee ligger 1 535 meter över havet.